# Postville (Canada)
Postville (Inuit: Qipuqqaq) is een gemeente in de Canadese provincie Newfoundland en Labrador. De gemeente maakt deel uit van de autonome regio Nunatsiavut en heeft bijgevolg de status van "Inuit Community Government".

## Geschiedenis
In 1975 werd het dorp een gemeente met de status van local government community (LGC). In 1980 werden LGC's op basis van The Municipalities Act als bestuursvorm afgeschaft. De gemeente werd daarop automatisch een community om een aantal jaren later uiteindelijk een town te worden. Door de Labrador Inuit Land Claims Agreement is Postville sinds 2005 een Inuit community government.

## Geografie
Het in de regio Labrador gelegen Postville ligt aan de noordoever van Kaipokok Bay, een zeer lange en nauwe zeearm, op ongeveer 40 km van het open water van de Atlantische Oceaan. De dichtstbij gelegen plaatsen in vogelvlucht zijn Makkovik (43 km naar het noordoosten) en Hopedale (67 km naar het noordwesten).

## Transport
Het vissersdorp Postville heeft geen wegen die ernaar toe leiden. Het dorp is in de warme maanden bereikbaar via een veerboot die wekelijks de verbinding maakt met enerzijds Hopedale (132 km; vijf uur) en anderzijds Makkovik (69 km; drie uur). Vanuit beide plaatsen vaart de veerboot na een stop van enkele uren verder richting andere kustgemeenschappen.
Postville is het jaar rond ook te bereiken via Postville Airport. De luchtvaartmaatschappij PAL Airlines doet van daaruit zes bestemmingen aan (allemaal binnen Labrador).

## Demografie
Demografisch gezien is Postville, net zoals de meeste afgelegen dorpen in de provincie, aan het krimpen. Ondanks enkele schommelingen daalde de bevolkingsomvang tussen 1991 en 2021 van 231 naar 188. Dat komt neer op een daling van 43 inwoners (-18,6%) in dertig jaar tijd.
| Jaar | Aantal inwoners | Verschil |
| ---- | --------------- | -------- |
| 1991 | 231             | –        |
| 1996 | 223             | -3,5%    |
| 2001 | 215             | -3,6%    |
| 2006 | 219             | +1,9%    |
| 2011 | 206             | -5,9%    |
| 2016 | 177             | -14,1%   |
| 2021 | 188             | +6,2%    |

## Gezondheidszorg
Gezondheidszorg wordt in de gemeente aangeboden door de Postville Community Clinic. Deze gemeenschapskliniek valt onder de bevoegdheid van de gezondheidsautoriteit Labrador-Grenfell Health (met inspraak van Nunatsiavut) en biedt de inwoners eerstelijnszorg en spoedzorg aan. Er zijn drie personeelsleden in dienst, met name een verpleegster, een personal care attendant en een onderhoudsmedewerker, met daarnaast de regelmatige aanwezigheid van een bezoekend arts.